# Stříbro
Stříbro är en stad i Tjeckien.   Den ligger i distriktet Okres Tachov och regionen Plzeň, i den västra delen av landet, 110 km väster om huvudstaden Prag. Stříbro ligger 402 meter över havet och antalet invånare är 7 689.
Terrängen runt Stříbro är huvudsakligen platt. Stříbro ligger nere i en dal. Runt Stříbro är det ganska tätbefolkat, med 108 invånare per kvadratkilometer. Stříbro är det största samhället i trakten. I omgivningarna runt Stříbro växer i huvudsak blandskog.